# Auckland Grammar School

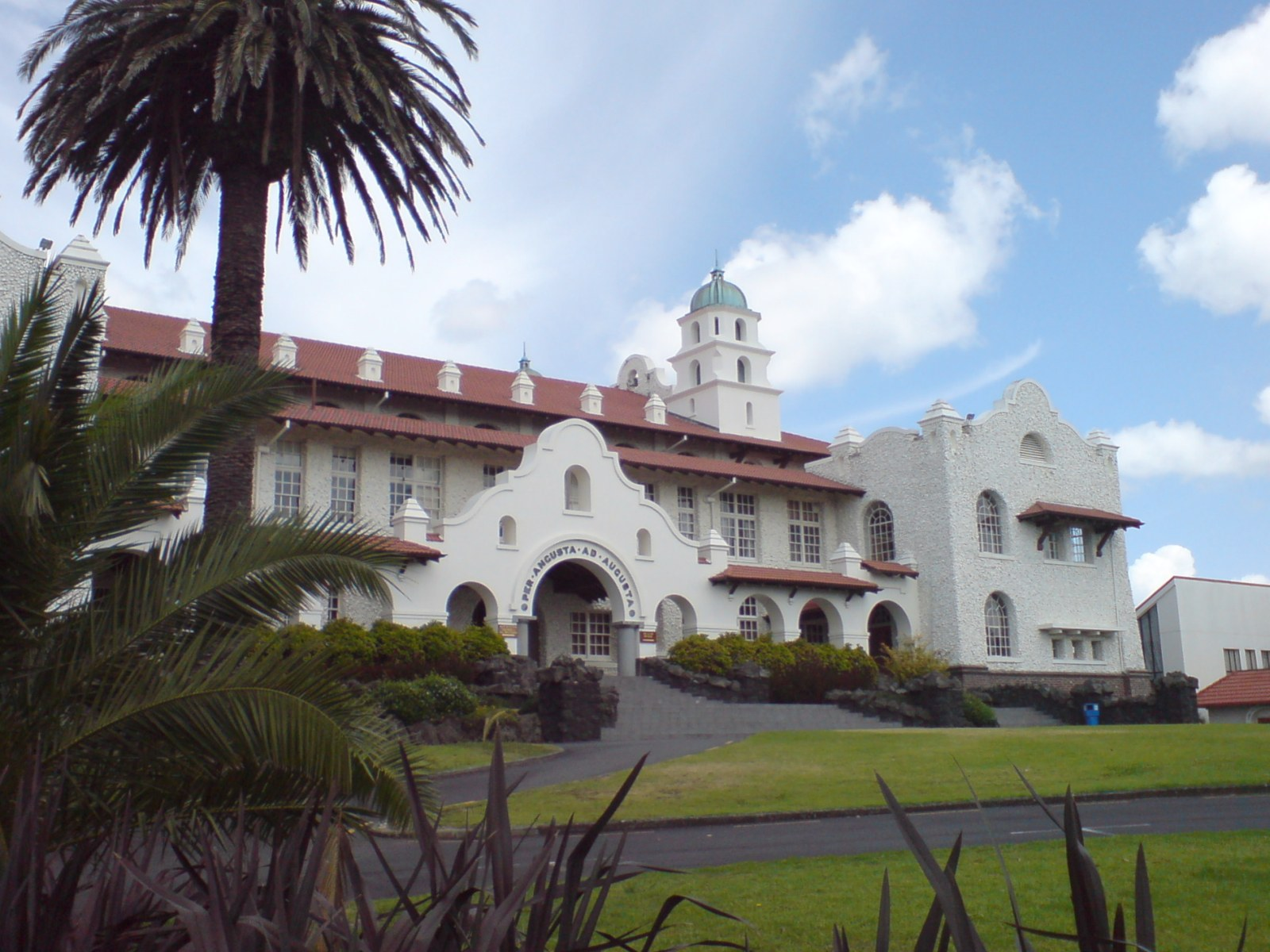
Auckland Grammar School.

Auckland Grammar School es un centro público de educación secundaria de Auckland, Nueva Zelanda. Enseña a jóvenes de 13 a 18 años. La escuela también cuenta con varios edificios hospitalarios ubicados de manera adyacente a la escuela. Es una de las escuelas más grandes en Nueva Zelanda.

## Políticas

### Enrolamiento
Originalmente, las plazas eran pocas y los requisitos para entrar eran muy selectivos. Ahora la entrada está determinada por el esquema de enrolamiento escolar del gobierno de Nueva Zelanda. La escuela menciona que el incremento de los precios de las casas en la zona reduce el acceso a la escuela a los estudiantes de niveles socioeconómicos más bajos.
- Datos: Q37819
- Multimedia: Auckland Grammar School / Q37819